# Хочу летать!
«Хочу летать!» — четвертый студийный альбом советской и российской группы «Альянс», выпущенный в 2019 году после длительного перерыва и ознаменовавший возобновление сотрудничества между Олегом Парастаевым и Игорем Журавлёвым.

## История создания
Для записи альбома Олег Парастаев запустил сбор средств под названием «Alliance Dreams». Над некоторыми песнями (например, "Иду один") Журавлёв и Парастаев работали ещё в 2003 году. Все песни были сочинены Парастаевым и виде черновиков переданы Журавлёву и Сергею «Гребстелю» Калачёву. Давний друг группы звукорежиссёр Игорь Замараев выступил в качестве консультанта. Игорь описал стилистику альбома как нечто «позабытое, но очень клёвое».
Журавлёв и Парастаев долго обсуждали, стоит выпускать альбом под вывеской «Альянс» или как проект Олега Парастаева; в результате Журавлёв уступил название «Альянс». После выпуска альбома творческие пути Парастаева и Журавлёва вновь разошлись.
Альбом посвящён матери Олега Валентине Парастаевой и его супруге Ирине.
Концертный состав «Альянса» на момент выхода альбома: Игорь Журавлёв, Андрей Туманов, Дмитрий Журавлёв. Олег Парастаев отказался от выступлений по состоянию здоровья.

## Детали издания
Альбом был выпущен компанией Maschina Records в рамках издания полного каталога группы. Выпущен на виниле, CD, кассете, магнитной ленте, а также в цифровом формате.

## Список композиций
| №                   | Название                                        | Автор(ы)                              | Вокал                      | Длительность |
| ------------------- | ----------------------------------------------- | ------------------------------------- | -------------------------- | ------------ |
| 1.                  | «Хочу летать»                                   | О. Парастаев                          | И. Журавлёв                | 4:41         |
| 2.                  | «Без тебя»                                      | О. Парастаев                          | И. Журавлёв                | 4:12         |
| 3.                  | «Забытые слова» (посвящается Н.В. Треушниковой) | О. Парастаев                          | О. Парастаев               | 4:16         |
| 4.                  | «С тобой на краю»                               | О. Парастаев - И. Журавлёв, В. Воинов | И. Журавлёв                | 5:25         |
| 5.                  | «Иду один»                                      | О. Парастаев                          | О. Парастаев               | 4:17         |
| 6.                  | «Меч»                                           | О. Парастаев - В. Воинов              | О. Парастаев               | 4:43         |
| 7.                  | «Я в сердце твоём»                              | О. Парастаев                          | И. Журавлёв                | 5:01         |
| 8.                  | «Я — здесь!»                                    | О. Парастаев                          | О. Парастаев               | 4:33         |
| 9.                  | «Курсом»                                        | О. Парастаев                          | О. Парастаев и И. Журавлёв | 3:55         |
| Общая длительность: | Общая длительность:                             | Общая длительность:                   | Общая длительность:        | 41:03        |

## Участники записи
- Игорь Журавлёв — вокал, гитара, автор, сведение;
- Олег Парастаев — вокал, клавишные, автор;
- Сергей Калачёв — лидер-бас;
- Иван Учаев — гитара;
- Владимир Жарко — барабаны

а также:
- Максим Кондрашов — выпускающий продюсер;
- Сергей Калачёв — сведение, мастеринг;
- Данил Масловский — дизайн[10]
- Олег Парастаев — продюсирование, идеи

## Видеоклипы
| Год  | Название            |
| ---- | ------------------- |
| 2019 | «Иду один»          |
| 2019 | «Хочу летать»       |
| 2019 | «Забытые слова»     |
| 2019 | «С тобой на краю»   |
| 2019 | «Я здесь!»          |
| 2019 | «Меч»               |
| 2020 | «Я в сердце твоём…» |
| 2020 | «Без тебя»          |